# Unsere Liebe Frau (Fürth)

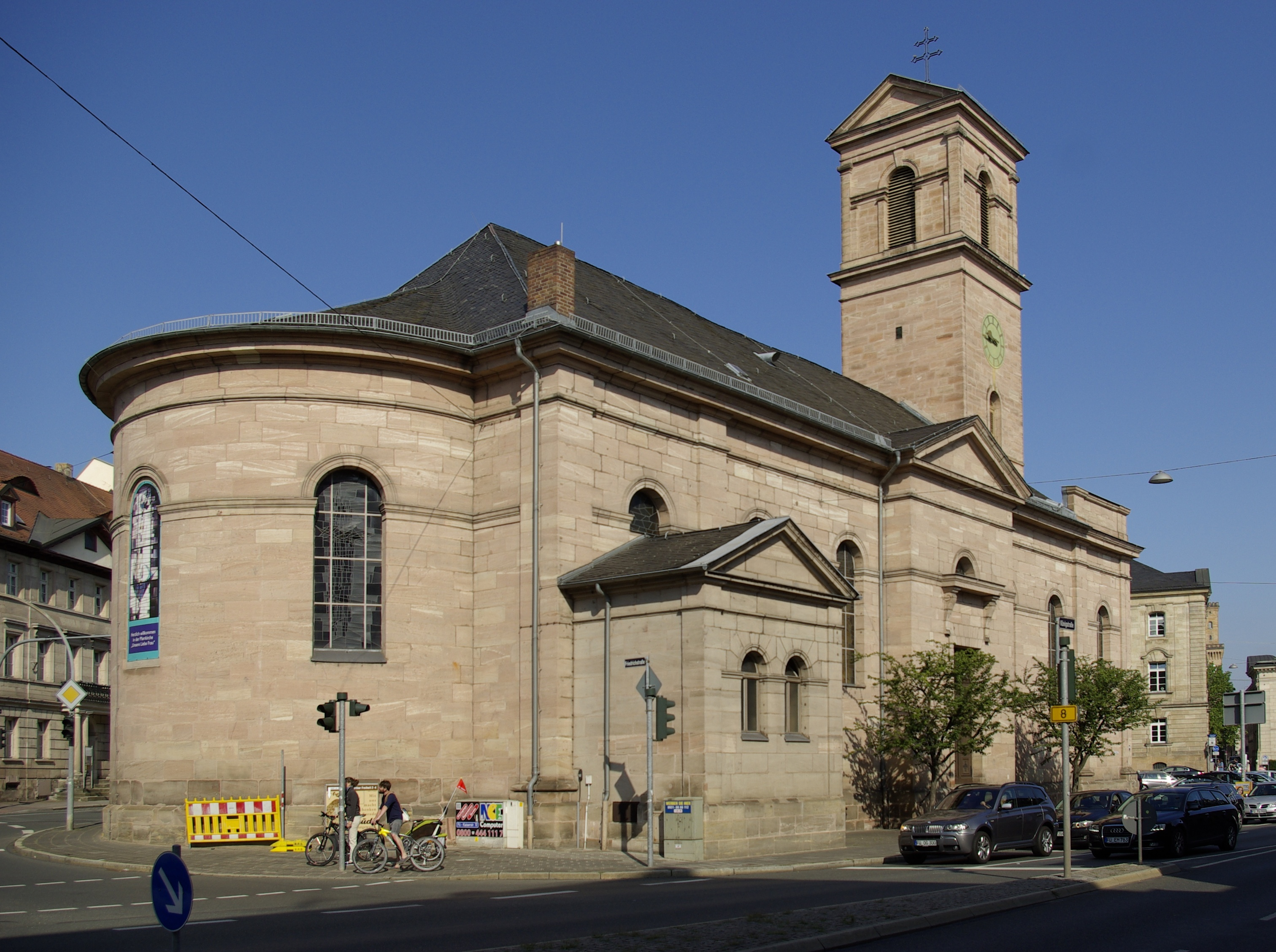
Pfarrkirche Unsere Liebe Frau, 2013

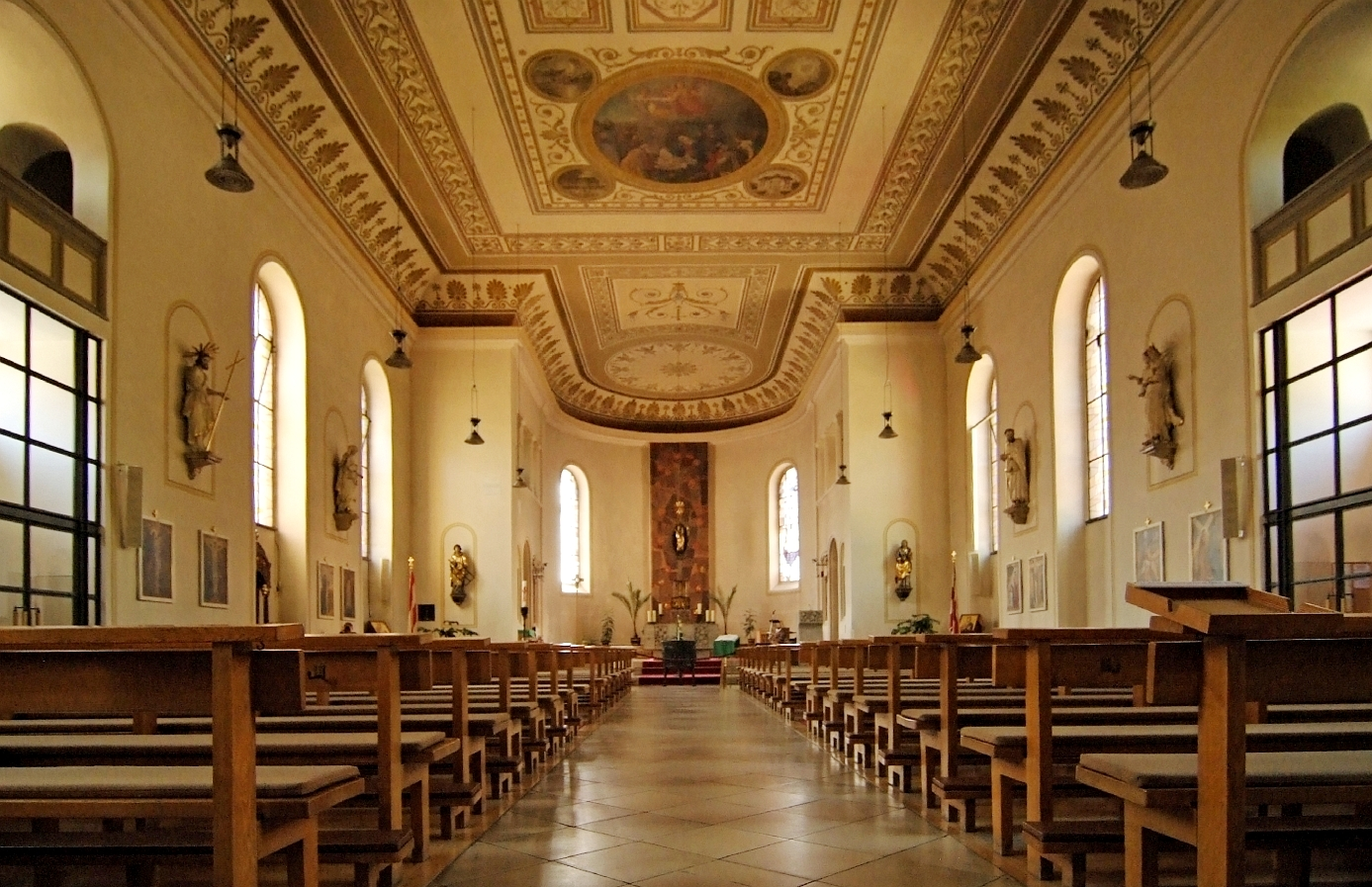
Inneres

Die Pfarrkirche Unsere Liebe Frau im Zentrum von Fürth ist die älteste nachreformatorische katholische Kirche der Stadt und wurde 1829 geweiht. Der Bauplan stammt von Leo von Klenze.

## Geschichte
Seit den 1520er Jahren war Fürth lutherisch. Erst im 18. Jahrhundert zogen wieder Katholiken ins Stadtgebiet, für die der Pfarrzwang der lutherischen Stadtpfarrkirche St. Michael galt; um 1800 waren es rund 400 der 13.000 Einwohner.
Nachdem Fürth 1806 zum Königreich Bayern gekommen war, bemühte sich die katholische Gemeinde vergeblich um den Erwerb der mittelalterlichen Heilig-Grab-Kapelle in unmittelbarer Nähe der Michaelskirche; die Kapelle wurde 1812 abgerissen. Daraufhin entstanden Pläne für einen Kirchbau. Eine bayernweite Kollekte erbrachte 33.600 Gulden. Die jüdische Gemeinde von Fürth spendete 300 Gulden. Ein lutherischer Kaufmann stiftete die große Glocke.
1824 wurde der Grundstein der neuen Kirche am Ostrand der Altstadt gelegt; am 6. Oktober 1829 nahm Erzbischof Joseph Maria von Fraunberg die Weihe vor. 1837 erhielt die Kuratie den Pfarreistatus. In der Folgezeit entstanden verschiedene Gebäude und Einrichtungen rund um die Kirche. Die Industrialisierung brachte viele Arbeiterfamilien aus den katholisch geprägten Landesteilen nach Fürth; für sie entstanden im späten 19. und im 20. Jahrhundert mehrere Tochterkirchen im Stadtgebiet.
Eine grundlegende Innen- und Außenrenovierung der Liebfrauenkirche erfolgte 1998. Zur Pfarrei gehören derzeit (Stand 2012) rund 4.100 Katholiken.

## Architektur
Die Fürther Pfarrkirche ist im strengen antikisierenden Klassizismus konzipiert, unter sparsamer Verwendung rein dekorativer Gliederungselemente. Dem Langhaus ist im Norden ein horizontal schließendes Fassadenjoch mit Portal-Ädikula und zentralem, querrechteckigem Glockenturm, im Süden eine Rundapsis vorgesetzt. In der Mitte der West- und Ostwand erzeugen giebelbekrönte Portalrisalite die Andeutung eines Querhauses. Der Innenraum ist stützenlos und flach gedeckt.

## Ausstattung

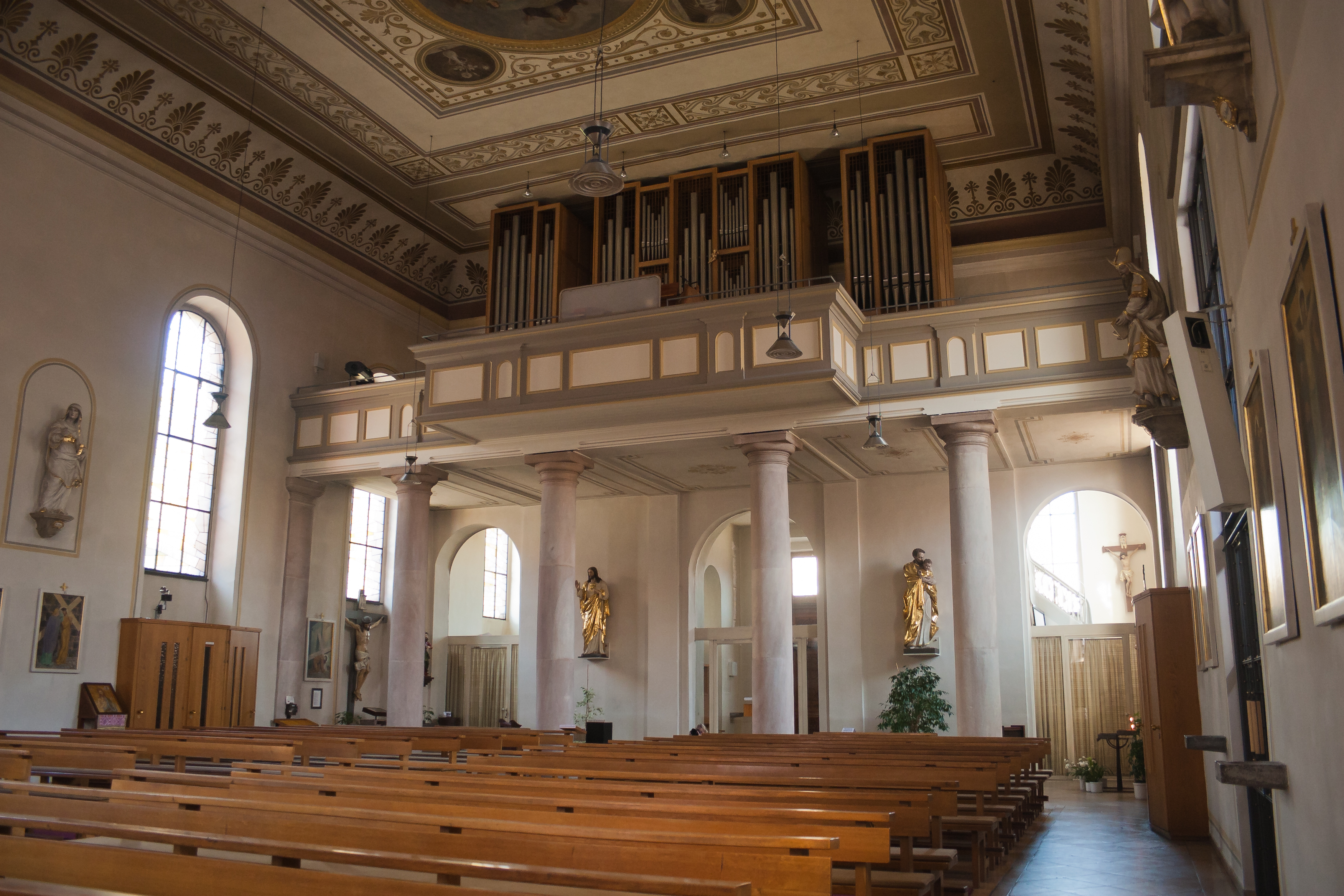
Orgelempore

Von der originalen Ausstattung ist vor allem die reiche ornamentale und bildliche Deckenausmalung bemerkenswert, die der Münchener Schule zugeschrieben wird. Im Apsisscheitel befindet sich eine Skulptur der Muttergottes mit Kind von 1563. Sie wurde dort erst 1961 angebracht, eingebettet in eine Mosaikwand mit Darstellungen der 15 Geheimnisse des Rosenkranzes; diese und die gleichzeitig angefertigten Buntglasfenster gestaltete der Bamberger Künstler Alfred Heller. 1972 wurden mit Volksaltar und Ambo aus Muschelkalk die Vorgaben der Liturgiereform umgesetzt. Im selben Jahr wurde die Eisenbarth-Orgel mit 25 Registern auf zwei Manualen und Pedal eingebaut.